# 조익도공신록권및교지
조익도공신록권및교지(趙益道功臣錄券및敎旨)는 대한민국 경상남도 함안군 군북면 사도리에 있는, 조선 광해군과 인조 때에 여러 공을 세운 조익도에게 내린 교지와 공신록권이다. 1999년 8월 3일 경상남도의 유형문화재 제347호로 지정되었다.

## 개요
조선 광해군과 인조 때에 여러 공을 세운 조익도에게 내린 교지와 공신록권이다. 2책의 공신록권 가운데 하나는 광해군 5년(1613) 대북파가 소북파를 없애려고 김직재 등을 모반혐의로 처형시킨 공으로 그 이듬해 내린 「형난원종공신록권」이고, 다른 하나는 인조 2년(1624)에 이괄의 난을 평정한 공으로 인조 3년(1625)에 내린 「진무원정공신록권」이다.

## 참고 문헌
- 조익도공신록권및교지 - 국가유산청 국가유산포털